# Ніцой Лариса Миколаївна
Лариса Миколаївна Ніцо́й (до шлюбу Єфременко) (нар. 17 березня 1969, смт Капітанівка, Новомиргородський район, Кіровоградська область) — українська письменниця, педагог, громадська діячка, член Національної спілки письменників України.

## Життєпис
Народилася в родині Миколи та Ольги Єфременків.
1986 року закінчила середню школу в смт Голованівськ.
Навчалася в Кіровоградському державному педагогічному університеті (тепер Центральноукраїнський державний педагогічний університет імені Володимира Винниченка) на факультеті української мови і літератури, закінчила 1996 року.
Викладала українську мову та літературу у школі в Кіровограді.
1999 року переїхала до Києва.
Станом на 2021 рік голова громадської організації «Український простір».

## Діяльність
Ініціаторка щорічного круглого столу «Книга на захисті дитячої душі», присвяченого Міжнародному дню захисту дітей, за участю посадовців, письменників, діячів культури та освіти.
2012 року за підтримки голови фонду «Нові традиції» Сергія Бондарчука ініціювала щорічне святкування в Україні Всесвітнього дня письменника.
Організаторка всеукраїнського руху «Дорослі читають дітям», всеукраїнської акції «Почитай мені, татку!»
Авторка серії уроків для загальноосвітніх шкіл «Бібліотечний урок веде письменник», ініціаторка першого письменницького флешмобу в Україні «Читаємо дітям».
Одна з трьох авторів театрального українсько-білорусько-російського проєкту — вистави «Ярик і дракон» для Мінського театру «Зьніч». Казки — Лариса Ніцой (Україна), сценарій — Нікіта Лявон (Білорусь), музика — Ілля Прудников (Росія).
Ініціаторка всеукраїнської хвилі «Дорослі читають дітям».
Ініціаторка рейтингу дитячих книжок «Вибір дітей», членами журі якого є діти з різних куточків України.
Громадська діячка, борчиня за права українців на україномовний простір в Україні.

## Громадська і політична діяльність
Працювала в таких політичних структурах:
- у центральному апараті Народного руху України на чолі з В'ячеславом Чорноволом, потім з Геннадієм Удовенком;
- у партії «Реформи і порядок» під керівництвом Віктора Пинзеника;
- у Верховній Раді України помічницею-консультанткою народних депутатів.

24 червня 2019 року Ларису Ніцой зареєстровано кандидатом в народні депутати України в одномандатному виборчому окрузі № 117 (Львів, Франківський район) на позачергових виборах до Верховної Ради України від Народного Руху України. Набрала 4,45 % голосів (6 місце).
17 березня 2016 року Лариса Ніцой розширила формат власної акції «Дорослі читають дітям» і започаткувала в соцмережах всеукраїнську хвилю «Дорослі читають дітям».
Письменниця зауважує, що читати дитячі книжки мають люди різних професій та віку: поліціянти, пожежники, лікарі, будівельники, актори, бабусі, дідусі, батьки. Дорослі, які мають і не мають дітей.

## Відзнаки
- 2007 — Дипломантка літературного конкурсу «Коронація слова».
- 2014 — Лавреатка Всеукраїнської літературної премії «Гілка золотого каштана» в галузі соціальної прози.
- 2017 — «Людина року» за версією газети «День» за створення феномену в освітньому процесі.
- 2019 — Книга «Незламні мураші» увійшла до Книги рекордів України.
- 2020 — «Навіщо песикові гавкати» стала книгою року в номінації «Соціальна книга» за версією книжкової платформи «Барабука».
- 2020 — Лавреатка Літературної премії імені Платона Воронька.
- 2021 — Лавреатка «Премії Кабінету міністрів України імені Лесі Українки за літературно-мистецькі твори для дітей та юнацтва».[7]

## Сім'я
Одружена, чоловік — Андрій Анатолійович Ніцой, кандидат історичних наук, має сина Ярослава і доньку Лесю.